# Charlie et moi
Charlie et moi (Charlie & Me) est un téléfilm américain réalisé par David Weaver et diffusé pour la première fois le 5 janvier 2008 sur Hallmark Channel.

## Synopsis
Casey Baker est une jeune fille de 12 ans qui préfère la compagnie de son grand-père adoré Charlie aux jeunes de son âge. Charlie a été comme un parent de substitution depuis la mort de sa mère quand elle avait 4 ans. Son père ne lui accorde que peu d'attention depuis le décès de sa mère. Un jour alors que son père est en déplacement, Charlie est victime d'une crise cardiaque et Casey doit prendre des décisions difficiles pour son grand-père.

## Fiche technique
Sauf indication contraire, les informations mentionnées dans cette section peuvent être confirmées par la base de données cinématographiques IMDb,  présente dans la section « Liens externes ».
- Titre original : Charlie & Me
- Titre de travail : When You Listen
- Réalisation : David Weaver
- Scénario : Karen Struck
- Musique : Ron Ramin (en)
- Photographie : François Dagenais
- Montage : Ralph Brunjes
- Production : Susan Murdoch
- Société de production : QVF
- Pays de production :  États-Unis
- Langue originale : anglais
- Format : couleur
- Durée : 88 minutes
- Dates de première diffusion :
  - États-Unis : 5 janvier 2008 (sur Hallmark Channel)
  - Belgique : 28 novembre 2012

## Distribution
Sauf indication contraire, les informations mentionnées dans cette section peuvent être confirmées par la base de données cinématographiques IMDb,  présente dans la section « Liens externes ».
- Tom Bosley : Charlie
- Jordy Benattar : Casey
- Lara Jean Chorostecki : Vieille Casey
- Daniel Fleming : Garçon à l'hôpital
- Hannah Fleming : Jenna
- James Gallanders : Jeffrey
- Barclay Hope : Dr Robert Graham
- Michael McLachlan : Officier
- Cara Pifko : Dr Fran Gilford
- Tyler Stentiford : James

## Distinctions
Sauf indication contraire, les informations mentionnées dans cette section peuvent être confirmées par la base de données cinématographiques IMDb,  présente dans la section « Liens externes ».
Charlie et moi a obtenu 4 nominations mais n'a reçu aucune récompense :
- Humanitas Prizes 2008 : meilleur téléfilm de 90 minutes pour Karen Struck
- Prix Gemini 2008 : meilleure actrice dans un programme ou une mini-série dramatique pour Jordy Benattar
- Directors Guild of Canada Team Awards 2008 : meilleur téléfilm ou mini-série pour la famille pour le réalisateur David Weaver et 17 autres membres de l'équipe technique et artistique
- Young Artist Awards 2009 : meilleure actrice dans un téléfilm, une mini-série ou un programme spécial pour Jordy Benattar